# Maniquerville
Maniquerville és un municipi francès situat al departament del Sena Marítim i a la regió de Normandia. L'any 2007 tenia 446 habitants.

## Demografia

### Població
El 2007 la població de fet de Maniquerville era de 446 persones. Hi havia 110 famílies de les quals 11 eren unipersonals (11 dones vivint soles i 11 dones vivint soles), 34 parelles sense fills i 65 parelles amb fills.
La població ha evolucionat segons el següent gràfic:
Habitants censats

### Habitatges
El 2007 hi havia 122 habitatges, 115 eren l'habitatge principal de la família i 7 eren segones residències. 114 eren cases i 7 eren apartaments. Dels 115 habitatges principals, 105 estaven ocupats pels seus propietaris i 9 estaven llogats i ocupats pels llogaters; 2 tenien una cambra, 5 en tenien dues, 14 en tenien tres, 28 en tenien quatre i 65 en tenien cinc o més. 102 habitatges disposaven pel capbaix d'una plaça de pàrquing. A 46 habitatges hi havia un automòbil i a 64 n'hi havia dos o més.

### Piràmide de població
La piràmide de població per edats i sexe el 2009 era:
| Homes | Edats   | Dones |
| ----- | ------- | ----- |
| 0     | 95 o +  | 8     |
| 4     | 90 a 94 | 24    |
| 8     | 85 a 89 | 16    |
| 0     | 80 a 84 | 12    |
| 0     | 75 a 79 | 12    |
| 8     | 70 a 74 | 8     |
| 8     | 65 a 69 | 12    |
| 20    | 60 a 64 | 4     |
| 4     | 55 a 59 | 8     |
| 4     | 50 a 54 | 4     |
| 4     | 45 a 49 | 16    |
| 12    | 40 a 44 | 4     |
| 4     | 35 a 39 | 8     |
| 16    | 30 a 34 | 12    |
| 4     | 25 a 29 | 4     |
| 0     | 20 a 24 | 0     |
| 8     | 15 a 19 | 8     |
| 8     | 10 a 14 | 8     |
| 4     | 5 a 9   | 12    |
| 12    | 0 a 4   | 0     |

## Economia
El 2007 la població en edat de treballar era de 211 persones, 164 eren actives i 47 eren inactives. De les 164 persones actives 158 estaven ocupades (83 homes i 75 dones) i 6 estaven aturades (1 home i 5 dones). De les 47 persones inactives 21 estaven jubilades, 7 estaven estudiant i 19 estaven classificades com a «altres inactius».

### Ingressos
El 2009 a Maniquerville hi havia 120 unitats fiscals que integraven 355 persones, la mediana anual d'ingressos fiscals per persona era de 18.240 €.

### Activitats econòmiques
Dels 4 establiments que hi havia el 2007, 1 era d'una empresa de construcció, 1 d'una empresa d'hostatgeria i restauració i 2 d'empreses d'informació i comunicació.
L'únic servei als particulars que hi havia el 2009 era una empresa de construcció.
L'any 2000 a Maniquerville hi havia 3 explotacions agrícoles.

## Equipaments sanitaris i escolars
L'únic equipament sanitari que hi havia el 2009 era un hospital de tractaments de llarga durada.

## Poblacions més properes
El següent diagrama mostra les poblacions més properes.